# PSR B1737-30
Désignations
PSR B1737-30, ou PSR J1740-3015 est un pulsar situé dans la constellation du Scorpion, à proximité de sa frontière avec la constellation d'Ophiuchus. C'est le pulsar présentant le plus grand nombre de glitches, avec 24 événements recensés à ce jour, soit presque autant que les pulsars du Crabe et de Vela réunis, et ce malgré une découverte de près de 20 ans plus tardive (1986 contre 1968 pour les deux autres). Il présente à lui seul près d'un tiers du nombre detotal de glitches observés dans les pulsars.